# Wadih Helu
Wadih Helu (Tatuí, 15 de maio de 1922 — São Paulo, 7 de junho de 2011) foi um político e dirigente esportivo brasileiro.
Advogado e político arenista, Wadih Helu foi deputado estadual de São Paulo por nove mandatos e Secretário Estadual de Administração do governo Paulo Maluf (1979-1982)

## Dirigente
Como dirigente esportivo, foi presidente do Corinthians de 1961 a 1971, passando o cargo ao seu opositor Vicente Matheus. Até a morte teve grande influência nas decisões do clube, notadamente durante a administração de Alberto Dualib (1993-2007). Sua gestão como presidente ficou marcada por ser um período de um único título, o Torneio Rio-São Paulo de 1966.
Historicamente é persona non grata entre os membros da Gaviões da Fiel. O dirigente, segundo a torcida organizada, teria durante muito tempo dificultado a criação da agremiação: "O Corinthians estava sob a administração de Wadih Helu, que durante anos tentou impedir a criação dos Gaviões através de represálias e atos característicos do tempo da ditadura".

## Morte
Helu morreu na manhã de 7 de junho de 2011, e foi velado na Assembleia Legislativa do Estado de São Paulo.